# Entheus ninyas
Entheus ninyas es una especie de mariposa de la familia Hesperiidae que fue descrita por H.H. Druce, en 1912, a partir de ejemplares procedentes de Bolivia.

## Distribución
Entheus ninyas tiene una distribución restringida a la región Neotropical y ha sido reportada en Bolivia.

## Plantas hospederas
No se conocen las plantas hospederas de E. ninyas.